# Partyzanskaja (metropolitana di Minsk)
La stazione Partyzanskaja (Партызанская; in russo Партизанская?, Partizanskaja) è una stazione della metropolitana di Minsk, posta sulla linea Aŭtazavodskaja.